# Onocolus intermedius
Onocolus intermedius är en spindelart som först beskrevs av Cândido Firmino de Mello-Leitão 1929. 
Onocolus intermedius ingår i släktet Onocolus och familjen krabbspindlar. Inga underarter finns listade i Catalogue of Life.